# Vila (folklore)
(Gabriele D'Annunzio, Ode alla nazione serba, 1918)

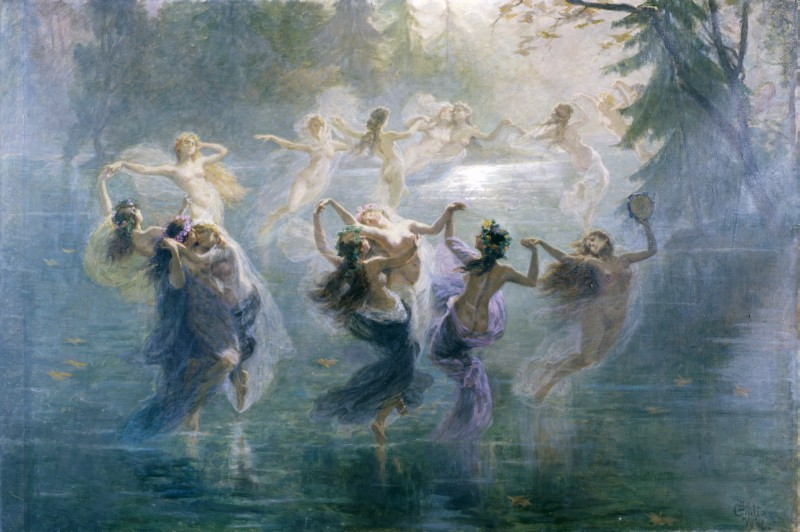
Le Vile, opera di Bartolomeo Giuliano (1906)

Le villi (o willi, al singolare vila) sono creature fatate femminili, simili alle ninfe greche o agli elfi, ricorrenti soprattutto nella mitologia slava dove sono chiamate vile. A seconda delle varie culture e tradizioni popolari, assumono nomi e caratteristiche diverse.
Creature della notte, controllano le tempeste e gli elementi a loro piacere. Vivono nei prati, negli stagni, nei boschi, sugli alberi, sui monti, sulle nuvole e negli oceani. Possono assumere diverse forme, e apparire ai viaggiatori sotto forma di cigno, cavallo, lupo, cervo bianco o orso, oltre che come bellissime donne.
Secondo alcune fonti le Villi son l'equivalente delle sirene anche se vivono sulla terraferma: sono elementali dell'aria, apparentemente belle fanciulle, ma quando si infuriano svelano il loro vero aspetto mostrando i loro becchi da uccello e la pelle squamosa.

## Mitologia slava
Nella mitologia dei popoli slavi meridionali le Vile sono spiriti di giovani fanciulle morte prima del matrimonio perché tradite o abbandonate o giovani madri straziate dalla morte dei loro giovani bambini morti prematuramente per motivi ingiusti. Sono esseri vendicativi e spettrali, incapaci di trovare riposo eterno nella morte, che ogni notte tra il crepuscolo e l'alba cercano i traditori d'amore che costringono, con l'aiuto di rametti di vischio apparentemente magici, a ballare convulsamente fino a provocarne la morte per sfinimento o fino a che totalmente indeboliti non vengono gettati in un lago nelle loro vicinanze. Le Vile provano infatti un irrefrenabile desiderio e un amore incredibile per la danza. Nel balletto classico Giselle del compositore francese Adolphe-Charles Adam e nell'opera lirica Le Villi del compositore italiano Giacomo Puccini, esse vengono per l'appunto raffigurate in questo modo. Si dice inoltre che siano solite torturare coloro che catturano con il solletico fino alla morte del malcapitato, la cui unica speranza di salvezza è sopravvivere fino all'alba. Alla morte del traditore, comunque, le Vile si dileguano e con esse svanisce, finalmente placato, il fantasma della fanciulla morta per amore.

## Mitologia celtica
La versione celtica di questa figura si chiama vilia; è una bellissima donna dei boschi, abile seduttrice, detta anche "strega dei boschi".
Sono creature immortali ed eterne. Non sono soggette a malattie né ad invecchiamento, ma possono essere uccise con una lama forgiata con un solo capello provenienti dalla loro chioma. Le Veele sono in grado di parlare alla natura e di assorbire da essa la fonte di vita, ma se si intacca la loro terra natia o le loro acque, queste diventano più deboli e possono arrivare a morire.
Sono in grado di parlare con gli animali e con ogni forma di essere vivente che incontrano durante i loro lunghi viaggi. Molto spesso, essendo Dee Minori, sono considerate poco o non vengono mai menzionate in racconti o miti, ma è soprattutto grazie ad esse che la natura e gli animali prosperano, arricchendo il mondo attuale e Ragnarok.
Spesso durante il loro cammino lasciando scie di ghiaccio a terra, donando però la vita ai germogli ormai morti. Hanno l'abilità di comprendere le emozioni e di leggere parte del passato e del futuro con un solo tocco della mano sulla spalla di coloro che hanno attorno.

## Cultura di massa
Le vile (con il nome trascritto in inglese veela) sono citate nel quarto romanzo della serie di Harry Potter, Harry Potter e il calice di fuoco: sono rappresentate come donne bellissime che incantano chiunque le guardi. Fleur Delacour è un ibrido Veela (le Veela sono in grado di riprodursi con i maghi).
Esse sono anche citate nel romanzo Il ponte sulla Drina del premio Nobel jugoslavo Ivo Andric, incolpate di ostacolare la costruzione del ponte eponimo.